# Укргаздобыча
Акционерное общество «Укргаздобыча» — украинская компания, являющуюся крупнейшим в стране добывающим предприятием природного газа и газового конденсата. Входит в структуру НАК «Нафтогаз Украины». 
Имеет в своём составе 11 филиалов: 3 газодобывающих предприятия, предприятие по бурению скважин, управление по переработке газа и газового конденсата (3 газоперерабатывающих завода), геофизическое управление, строительное подразделение, научно-исследовательский институт,специализированную аварийно-спасательную службу "ЛИКВО", сервисное подразделение УГВ Сервис. Компания обеспечивает почти 75% от общей добычи природного газа, 20% газового конденсата и нефти.

## Директора
- Илья Рыбчич — 1998—2009
- Алексей Чеберда — 2009—2010
- Юрий Борисов — 2010—2014
- Сергей Костюк — 2014—2015
- Олег Прохоренко — 2015 — 2019
- Елена Кобец - 2019 - настоящее время